# 斯蒂尔沃特 (俄克拉何马州)
36°06′56″N 97°03′31″W / 36.11566°N 97.05863°W
斯蒂尔沃特（英语：Stillwater），又名静水市，位于美国俄克拉何马州中部的佩恩县，是佩恩县的县治。根据2012年的估计，该市的人口为46560，位列俄克拉何马州第10位；其都市统计区人口为78399。斯蒂尔沃特是1889年4月22日第一次俄克拉何马州土地競逐的一部分，成为了新俄克拉荷馬領地的核心。当年的8月24日，市宪章被批准。斯蒂尔沃特是奧克拉荷馬州立大學的主校区所在地。
斯蒂尔沃特的经济多元，拥有宇航、综合农业、生物技术、光电工程、印刷、出版、软件等各门类行业。该市的政府组织形式是议会-经理制。城市的最大雇主是奧克拉荷馬州立大學。2010年，在CNN财富杂志评选的百大宜居之地中，斯蒂尔沃特位列一席。
斯蒂尔沃特位于龙卷风走廊中。其气候为副热带湿润气候，有记录的最高温度为1936年8月11日的115 °F(46 °C)。
该市是国家摔跤名人堂博物馆(National Wrestling Hall of Fame and Museum)和俄克拉何马州立大学牛仔摔跤队(Oklahoma State Cowboys wrestling)的所在地。

## 历史
在1803年的路易斯安那购地中，俄克拉何马中北部地区成为了美国的一部分。1832年，華盛頓·歐文在他的著作「A Tour on the Prairies」中第一次描述了斯蒂尔沃特及周边地区，他写道“（这是一个）秋日阳光照耀下美不胜收的无垠草原，频繁的水牛踪迹说明了这是它们最爱的草场”。
根据一个传说，当地的印第安人部落彭加（Ponca)、基奥瓦（Kiowa）、奥色治（Osage）、波尼（Pawnee）将一条小溪称作“静止的水”因为溪中的水总是静止。在第二个传说中，从德克萨斯来的赶着畜群的牧民在经铁路向东返回的时候，发现那个小溪“一直在那”。第三个传说认为David L. Payne到达静水溪时说道：“城市应该叫静水”。同行的人认为他疯了，可是他起的名字还是保留了下来。
1884年，William L. Couch在小溪的岸边建立了他的boomer colony的时候，静水溪被正式命名了。由于对该地区丰沃土地的觊觎，移民者和士兵与当地部落时有摩擦。在1889年4月22日，土地競逐揭开帷幕，大批移民进入了俄克拉何马的无主土地(Unassigned Lands)，其中包括斯蒂尔沃特。当天，240英亩（0.97平方公里）的土地被声称或指定于斯蒂尔沃特镇，一座300人的帳篷城市建立在了草原上。俄克拉何马历史与文化百科(Encyclopedia of Oklahoma History and Culture)认为城市被官方命名为“斯蒂尔沃特”始于1889年5月28日邮局建立。

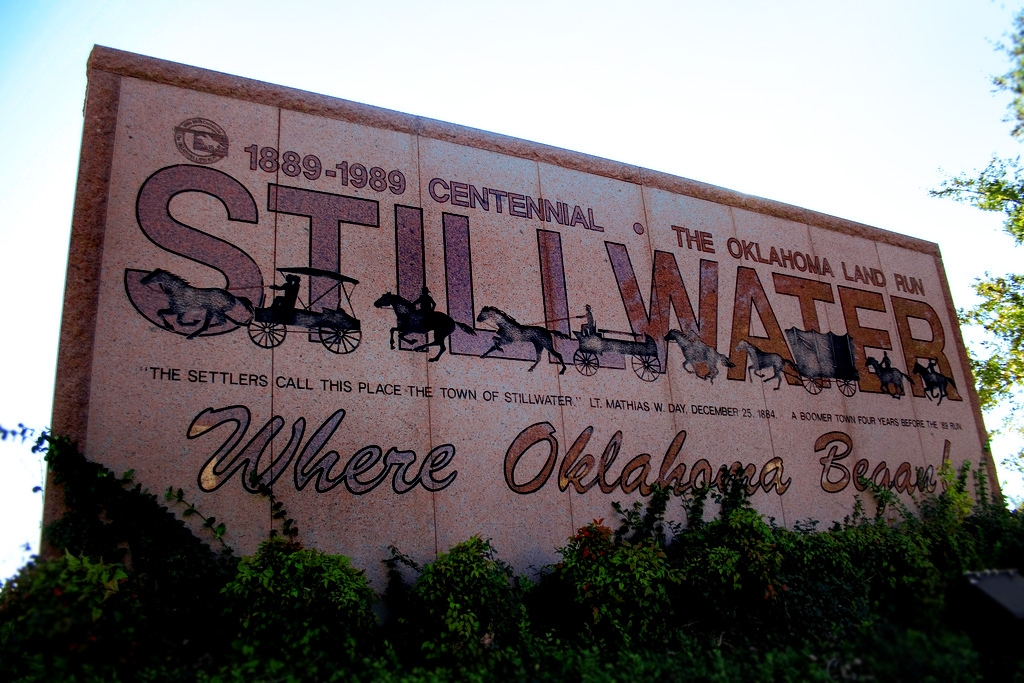
斯蒂尔沃特欢迎碑 (2010)

1890年的平安夜，俄克拉荷馬領地的立法机关通过了提案，使斯蒂尔沃特成为了赠地大学的所在地。1894年，俄克拉何马农工大学得到了第一座砖房的赠款，这座房子就是日后为人们所知的“Old Central”。在1889年到俄克拉何马州成立这段时间里，斯蒂尔沃特日益成长。在1907（俄克拉何马州成立）这一年，斯蒂尔沃特已经拥有超过50栋建筑物，包括许多银行、教堂、杂货店、旅店以及百货商场。
斯蒂尔沃特的第一家报纸是Stillwater Gazette。电话和燃油服务建立于1899，东俄克拉何马铁路于1900年开始运作。1900年，城市的人口少于500。
1917年，城市的人口达到3000。到了第二次世界大战时，人口已经增长到10000。在战争期间，城市领导人的目标是将俄克拉何马农工大学转变为一个战争训练中心。他们成功地建立了12个训练单位，将接近40000个男女兵员带到了斯蒂尔沃特。WAVES是其中最大的一个，成员有10000人。简易的昆塞特小屋遍布城市，如今的斯蒂尔沃特医疗中心(Stillwater Medical Center)及CareerTech的总部当时被兵营占据。这一行动在战时助推了城市的发展，并为战后城市经济的健康发展奠定了基础。
1952年，城市的工业基金会建立了，托管人们试图将新型工业带到斯蒂尔沃特。Moore Plant、Mercury Marine、National Standard plant、World Color Press、Armstrong World Industries, Inc.分别于1966年、1973年、1988年、1974年1988年成立。在2000年的调查中，城市的人口为39065，2009年这一数字达到了46156。

## 政府

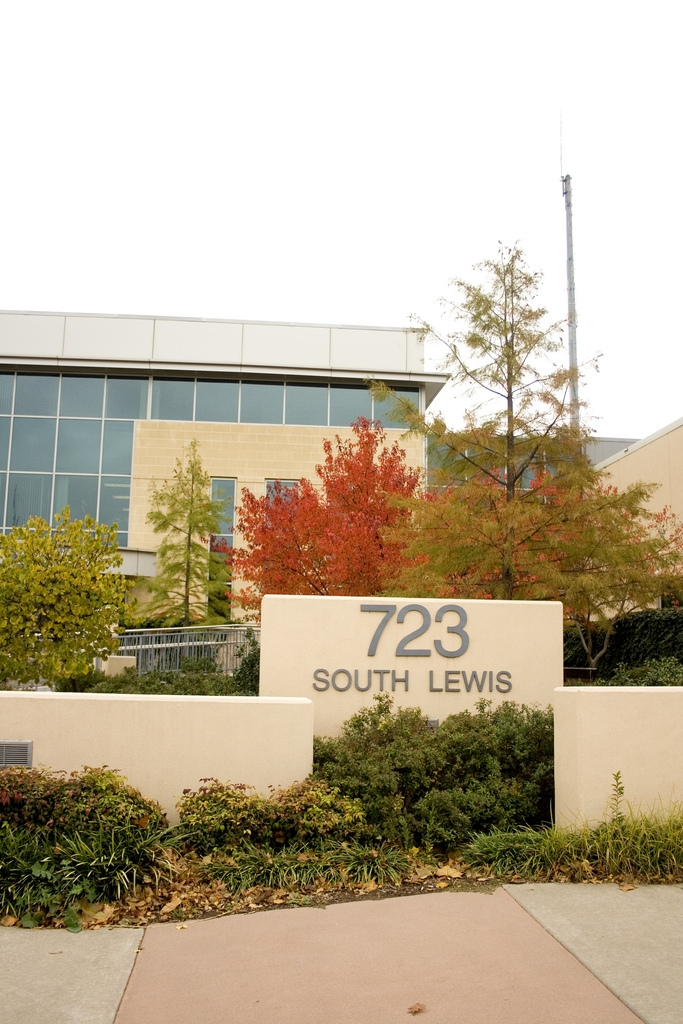
斯蒂尔沃特政府大楼

斯蒂尔沃特的政府组织形式是议会-经理制。选举出的市议会负责制订政策、通过法令以及核准城市预算。市议会指定市经理(city manager)实施市议会批准的政策。
市议会于每月的第一个和第三个星期一在斯蒂尔沃特市政厅开会。
斯蒂尔沃特没有市议会分区，但是，每年都会举行例行选举。每年4月，斯蒂尔沃特会进行市长和市议员的选举，五个席位之中的一个会被改选，他们的任期为3年。副市长由市议员选出，在市长缺位时代行市长职责。
2015年的市议会由市长Gina Noble、副市长Pat Darlington以及市议员Miguel Najera和Joe Weaver组成。
斯蒂尔沃特市政府的雇员有大约500人。市政府鼓励居民参加委员会，一年中任何时间都接受申请。委员会监督市政府的政策和服务。
斯蒂尔沃特2009年的犯罪率为3657每10万人，与之相比，全国的犯罪率为3466每10万人。2009年，斯蒂尔沃特报告了起强奸案、15起抢劫案、519起袭击、308起入室盗窃以及1185起普通盗窃。
斯蒂尔沃特在俄克拉何马州众议院中位于33和34选区，代表人分别为共和党人Lee Denney和民主党人Cory Williams。 在俄克拉何马州参议院中，斯蒂尔沃特位于第21选区，代表人为共和党人James Halligan。

## 地理

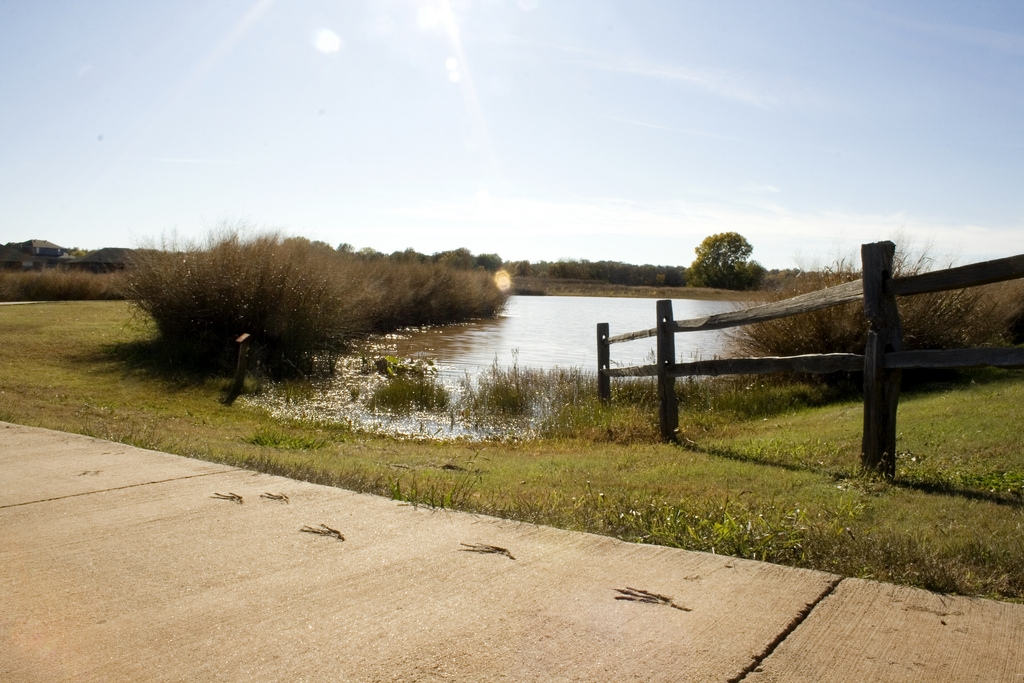
Teal Ridge (2009)

斯蒂尔沃特位于俄克拉何马城东北60英里（97公里）。根据美国人口调查局的数据，城市辖区的总面积为28.3平方英里（73.3平方公里），其中27.9平方英里（72.1平方公里）为陆地，0.5平方英里（1.2平方公里）为水域。

### 气候
斯蒂尔沃特属于副热带湿润气候，位于人们熟知的龙卷风走廊中。龙卷风的监测和预警十分频繁。当发出警报时，汽笛声会响起以警告市民避难。城市的夏天晴朗、炎热、潮湿，每年平均有十天最高温度可以超过100华氏度（38摄氏度）。冬天通常晴朗、温和、干燥。一月平均温度为47华氏度，年均降雪量为7.5英寸（19.1厘米）
斯蒂尔沃特有记录的历史最高温度为1936年8月11日的115 °F (46 °C)， 最低温度为1905年2月13到14日和1996年2月4日的−18 °F (−28 °C)。
| 斯蒂尔沃特 (俄克拉何马州)                             | 斯蒂尔沃特 (俄克拉何马州) | 斯蒂尔沃特 (俄克拉何马州) | 斯蒂尔沃特 (俄克拉何马州) | 斯蒂尔沃特 (俄克拉何马州) | 斯蒂尔沃特 (俄克拉何马州) | 斯蒂尔沃特 (俄克拉何马州) | 斯蒂尔沃特 (俄克拉何马州) | 斯蒂尔沃特 (俄克拉何马州) | 斯蒂尔沃特 (俄克拉何马州) | 斯蒂尔沃特 (俄克拉何马州) | 斯蒂尔沃特 (俄克拉何马州) | 斯蒂尔沃特 (俄克拉何马州) | 斯蒂尔沃特 (俄克拉何马州) |
| 月份                                                  | 1月                       | 2月                       | 3月                       | 4月                       | 5月                       | 6月                       | 7月                       | 8月                       | 9月                       | 10月                      | 11月                      | 12月                      | 全年                      |
| ----------------------------------------------------- | ------------------------- | ------------------------- | ------------------------- | ------------------------- | ------------------------- | ------------------------- | ------------------------- | ------------------------- | ------------------------- | ------------------------- | ------------------------- | ------------------------- | ------------------------- |
| 历史最高温 °F（°C）                                   | 81 (27)                   | 92 (33)                   | 98 (37)                   | 104 (40)                  | 101 (38)                  | 106 (41)                  | 113 (45)                  | 115 (46)                  | 111 (44)                  | 99 (37)                   | 88 (31)                   | 84 (29)                   | 115 (46)                  |
| 平均高温 °F（°C）                                     | 47.1 (8.4)                | 53.1 (11.7)               | 62.0 (16.7)               | 71.7 (22.1)               | 79.3 (26.3)               | 87.7 (30.9)               | 93.6 (34.2)               | 93.4 (34.1)               | 84.9 (29.4)               | 74.8 (23.8)               | 60.8 (16.0)               | 50.6 (10.3)               | 71.6 (22.0)               |
| 平均低温 °F（°C）                                     | 21.9 (−5.6)               | 26.9 (−2.8)               | 36.5 (2.5)                | 46.1 (7.8)                | 56.9 (13.8)               | 66.2 (19.0)               | 71.0 (21.7)               | 69.2 (20.7)               | 60.7 (15.9)               | 47.8 (8.8)                | 36.5 (2.5)                | 26.3 (−3.2)               | 47.2 (8.4)                |
| 历史最低温 °F（°C）                                   | −12 (−24)                 | −18 (−28)                 | −5 (−21)                  | 16 (−9)                   | 29 (−2)                   | 43 (6)                    | 50 (10)                   | 43 (6)                    | 31 (−1)                   | 12 (−11)                  | 7 (−14)                   | −15 (−26)                 | −18 (−28)                 |
| 平均降水量 （mm）                                     | 1.30 (33)                 | 1.62 (41)                 | 3.22 (82)                 | 3.45 (88)                 | 5.41 (137)                | 4.32 (110)                | 2.69 (68)                 | 3.05 (77)                 | 4.13 (105)                | 3.21 (82)                 | 2.57 (65)                 | 1.74 (44)                 | 36.71 (932)               |
| 平均降雪量 （cm）                                     | 3.1 (7.9)                 | 1.7 (4.3)                 | .7 (1.8)                  | trace                     | 0 (0)                     | 0 (0)                     | 0 (0)                     | 0 (0)                     | 0 (0)                     | 0 (0)                     | .3 (0.76)                 | 1.7 (4.3)                 | 7.5 (19)                  |
| 平均降水天数（≥ 0.01 in）                             | 4.5                       | 4.6                       | 6.9                       | 7.3                       | 9.1                       | 8.1                       | 5.6                       | 6.3                       | 7.1                       | 6.1                       | 5.5                       | 4.6                       | 75.7                      |
| 平均降雪天数（≥ 0.1 in）                              | 1.3                       | 1.0                       | 0.3                       | 0                         | 0                         | 0                         | 0                         | 0                         | 0                         | 0                         | 0.2                       | 1.0                       | 3.8                       |
| 来源：NOAA The Weather Channel (extreme temperatures) |                           |                           |                           |                           |                           |                           |                           |                           |                           |                           |                           |                           |                           |

## 人口
| 调查年               | 人口   | 备注   | %±     |
| -------------------- | ------ | ------ | ------ |
| 1890                 | 480    |        | —      |
| 1900                 | 2,431  |        | 406.5% |
| 1910                 | 3,444  |        | 41.7%  |
| 1920                 | 4,701  |        | 36.5%  |
| 1930                 | 7,016  |        | 49.2%  |
| 1940                 | 10,097 |        | 43.9%  |
| 1950                 | 20,238 |        | 100.4% |
| 1960                 | 23,965 |        | 18.4%  |
| 1970                 | 31,126 |        | 29.9%  |
| 1980                 | 38,268 |        | 22.9%  |
| 1990                 | 36,676 |        | −4.2%  |
| 2000                 | 39,065 |        | 6.5%   |
| 2010                 | 45,688 |        | 17.0%  |
| 2014年估计           | 48,406 | [ 23 ] | 5.9%   |
| [ 24 ] [ 25 ] [ 26 ] |        |        |        |

根据2010年美国人口普查，斯蒂尔沃特有45686人口，17941个住户(household)或7920个家庭(family)居住。人口密度为1547人每平方英里(541.6人每平方公里)。

### 种族构成
该市居民的种族构成为79.50%白人、4.71%非裔美国人、3.93%美洲原住民、5.56%亚裔、0.006%太平洋岛屿人、1.19%来自其他种族，5.05%来自两个及以上种族。西班牙裔及拉丁裔占占到了人口总数的4.26%。

### 住户构成
根据2000年的人口调查，在全部15604个住户中，有20.8%有18岁以下的未成年人、36.1%只有夫妻同住、7.7%是妻子独居、53.1%为非家庭户。34.6%为独居户，0.6%为65岁以上老年人独居户。每个住户的平均人数是2.13,每个家庭的平均人数是2.81。

### 年龄构成
以年龄段区分，斯蒂尔沃特的人口中有15.2%是18岁以下的未成年人，18到24岁的比例为38.2%，25到44岁为24.4%，13.6%为45到64,65岁以上的为8.7%。人口年龄的中位数为24岁。

### 性别比例
本市人口性别比为1.027，在成年人口中这一比例为1.024。

### 居民收入
本市住户年收入中位数为25,432美元，家庭年收入中位数为41,938美元。男性年收入为31,623美元，女性为22,312美元。城市居民人均收入是15,789美元。约12.6%的家庭和27.3%的人口的收入低于贫困线，这其中有18.2%是18岁以下的未成年人，8.9%是65岁以上的老年人。

## 经济
斯蒂尔沃特的经济主要由商业和工业构成，从制造业到高科技都有涉及。主要的出口工业有印刷、出版、楼面料、线材、食品类产品以及研究。斯蒂尔沃特主要的经济集群有：宇航、综合农业、生物技术、光电工程、印刷、出版、软件和标准制造。

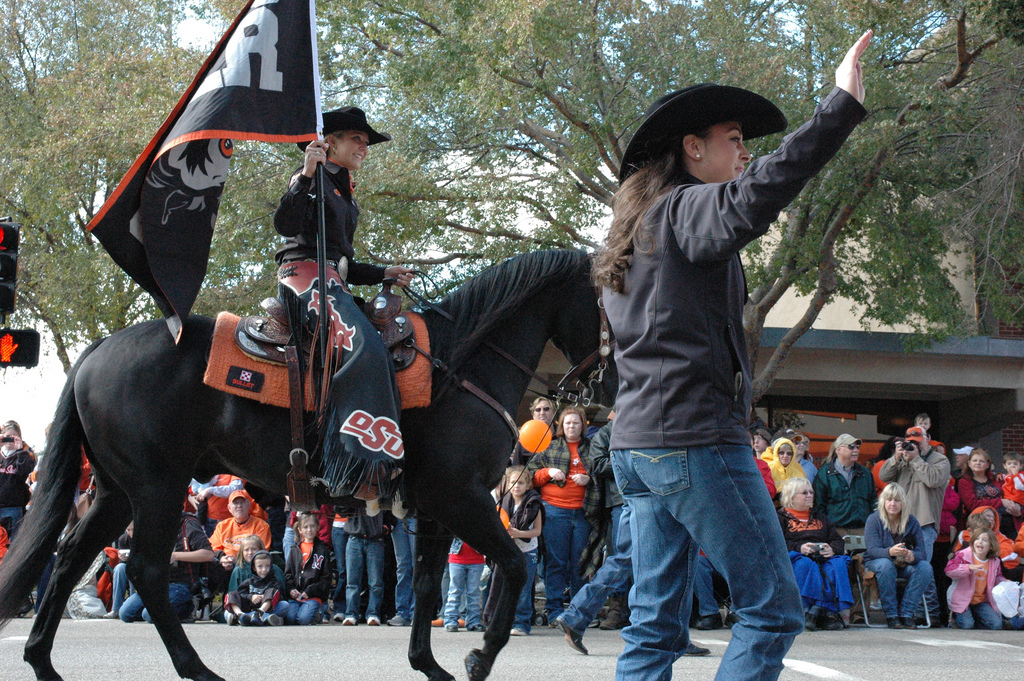
OSU Spirit Rider

俄克拉何马州立大学在斯蒂尔沃特的经济中有着至关重要的地位。学校有20000名学生、5500名雇员，并致力于技术研究。
根据商业委员会的网页"The Economy"，斯蒂尔沃特的十大雇主是：
| 雇主                       | 雇员数 |
| -------------------------- | ------ |
| 俄克拉何马州立大学         | 6069   |
| 斯蒂尔沃特医疗中心         | 1200   |
| 斯蒂尔沃特公立学校         | 822    |
| 斯蒂尔沃特市政府           | 520    |
| 沃尔玛                     | 402    |
| Stillwater National Bank   | 300    |
| Oklahoma Career Technology | 280    |
| National Standard          | 185    |
| Ocean Dental Headquarters  | 175    |

斯蒂尔沃特有着明显的购物、娱乐分区。市中心的Main Street及周边地区是商业改善区域(Business improvement district)。该区域的边界的西界是Duncan Street，东界是Lowry Street，北界是4th Avenue，南界逐渐接近于15th Avenue。
S Washington Street以小商店、餐馆、现场音乐为特色。它毗连俄克拉何马州立大学校园，与University Avenue相交。往东一些街区，在校园一角位于Knoblock Street的地方，有特色商店和餐馆，其中包括Hideaway Pizza的本店。

## 教育
2014年，俄克拉何马州立大学被普林斯顿评论列为120所“西部最佳大学”之一，2013年被评为75所“最有价值公立大学”之一。学校拥有美国最受赞誉的老兵项目。在2014的美国新闻与世界报道中，俄克拉何马州立大学名列“美国最佳公立大学”的第73位，以及全部美国大学的142位。
2003年，北俄克拉何马学院(Northern Oklahoma College)在斯蒂尔沃特增加了校区。没有达到俄克拉何马州立大学要求的申请者可进入NOC-OSU项目进行学习。
斯蒂尔沃特公立学校是该市唯一的学区，超过5400名学生在此就学。该学区包括Highland Park、Richmond、Sangre Ridge、Skyline, Westwood、Will Rogers四所小学、斯蒂尔沃特高中、斯蒂尔沃特初中以及林肯学院（另类教育）。
本市有两所私立学校：Covenant Community School和Sunnybrook Christian School。这两所学校都提供学前班、小学和初中教育。

### 图书馆
斯蒂尔沃特公共图书馆设立于1922年。1990年，斯蒂尔沃特的选民通过了一项提案发行价值498万美元的债券以建设新的公共图书馆。斯蒂尔沃特公共图书馆有超过10万本核心藏书，包括纸质书籍、音频书籍、CD、DVD、视频杂志和报纸。图书馆同时提供技术服务。图书馆举办了很多社区活动，包括免费的电脑教学班、儿童故事会等等。
俄克拉何马州立大学所属的Edmon Low图书馆拥有约300万本藏书、19万件政府档案、7万份电子或纸质期刊。除此之外，斯蒂尔沃特校区的图书馆还有建筑图书馆、课程教材图书馆、兽医药学图书馆和电子出版中心。

## 艺术与文化
斯蒂尔沃特是红土音乐的发源地。红土音乐混合了民谣、乡村、蓝调、摇滚等流派。

## 媒体
斯蒂尔沃特的主要报纸是NewsPress，同时也有斯蒂尔沃特日报(Stillwater Journal)。自1985年以来，俄克拉何马州立大学发行报纸The Daily O'Collegian。
本市拥有许多广播频道，其中包括斯蒂尔沃特广播。它包含四个频道：KSPI 780 AM（体育、谈话节目）、KVRO 101.1 FM（经典摇滚）、KGFY 105.5 FM（乡村音乐）以及KSPI 93.7 FM（成人时代风格）。KOSU 91.7 FM为俄克拉何马州立大学所有，是一个国家公共广播频道。
White Peacock Publishing出版的斯蒂尔沃特生活杂志(Stillwater Living Magazine)为全彩月刊。
Stillwater TV23是一个政府创建的电视台，它在Suddenlink Communications上的频道号为23。本台所播放的内容由斯蒂尔沃特市政府提供，包括斯蒂尔沃特市议会及规划委员会的会议直播和录像。

## 体育竞技
斯蒂尔沃特是俄克拉何马州立大学牛仔队(Oklahoma State Cowboys and Cowgirls)的所在地。俄克拉何马州立大学的运动队曾得到51个NCAA全国冠军。运动队的男子项目包括棒球、篮球、橄榄球、越野赛跑、高尔夫、摔跤、网球以及田径。女子项目包含篮球、越野赛跑、马术、足球、垒球、网球和田径。
俄克拉何马州立大学牛仔摔跤队(Oklahoma State Cowboys wrestling)处于NCAA Division I，也是12大联盟摔跤队伍之一。摔跤队曾获得34个团体全国冠军（其中有三个是非官方冠军）以及134个个人全国冠军。

## 基础设施

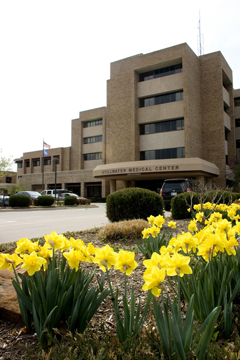
斯蒂尔沃特医疗中心

### 交通

#### 公路
有两条主要公路途径斯蒂尔沃特：
俄克拉何马州州道SH-16：在市域内又称第六大街(6th Avenue)，以东西方向穿过市镇。自该道路一直向西可通往州际公路I-35并经此抵达俄克拉荷马城。
美国国道US-177：在市域内又称帕金斯路(Perkins Road)，以南北方向穿过市镇。
本市也有7.2英里(11.6公里)的联络线连接Cimarron收费公路通往塔尔萨。

#### 机场

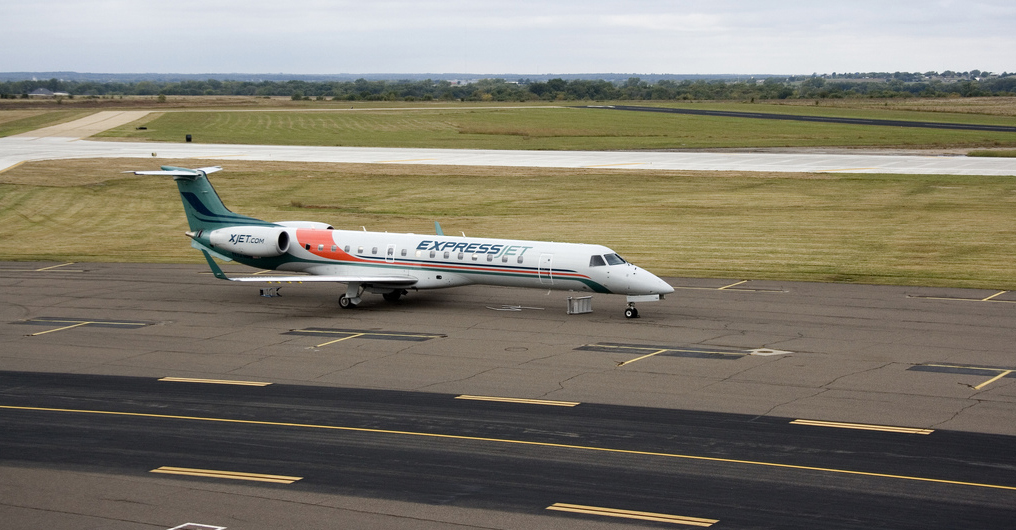
斯蒂尔沃特区域机场

自1917年以来，斯蒂尔沃特区域机场(Stillwater Regional Airport)就一直服务于该市。该机场没有商业航班，只提供私人航班起降服务。距斯蒂尔沃特最近的商业机场是俄克拉荷马城的威尔·罗杰斯世界机场和塔尔萨的塔尔萨国际机场。这两个机场距斯蒂尔沃特都有约75到90分钟的车程。
自2016年8月26日起，斯蒂尔沃特区域机场将开通往返达拉斯沃思堡机场的商业航班。航班由美国航空旗下的Envoy Air运营，每天两班，分别于早上6:55和下午2:35从斯蒂尔沃特出发，下午12:46和7:11从达拉斯出发。航班由ERJ-145执飞，全价约275美元。

#### 公共交通
俄克拉何马州立大学/斯蒂尔沃特社区通勤系统(OSU/Stillwater Community Transit System)为该市提供了公共交通服务。有10条公交线路运行于斯蒂尔沃特市界内及俄克拉何马州立大学校园里。

### 市政服务
1907年，斯蒂尔沃特就已经拥有了电力设施。这一机构现在是斯蒂尔沃特市政服务管理局的一部分。它提供电力、自来水、废水处理、固体垃圾管理的服务。管理局的一部分收益用于支持城市的消防和警察部门、公园与娱乐系统、以及其他市政服务。斯蒂尔沃特的用水取自约40英里(64公里)以外的Kaw Lake。

### 卫生保健
斯蒂尔沃特医疗中心(Stillwater Medical Center)是一家拥有119个床位的非营利性公共医疗机构。医院提供的服务有急救、伤口处理、接生、手术、影像诊断、复健、癌症治疗以及保健。
社区中还有提供外科门诊服务的斯蒂尔沃特外科中心(Stillwater Surgery Center)、斯蒂尔沃特癌症治疗中心(Stillwater Cancer Center)。距本市最近的教學醫院是该市以南车程70到80公里的俄克拉何马大学医疗中心(OU Medical Center)。
佩恩县医疗部门也坐落在斯蒂尔沃特。

## 知名人物
- Xavier Adibi（英语：Xavier Adibi）, 美国职业橄榄球运动员.
- Burr DeBenning（英语：Burr DeBenning）(1936 - 2003), 演员
- Robert DoQui（英语：Robert DoQui）(1934 - 1998), 演员
- Julian Ewell（英语：Julian Ewell）(1915 -2009), 美国陆军中将
- Chester Gould（英语：Chester Gould）(1900 - 1985), 全国知名的漫画家
- Jadin Gould（英语：Jadin Gould）, 演员
- 麥特·哈勒戴, 职业棒球运动员
- Howard Keys（英语：Howard Keys）, 职业橄榄球运动员、NFL教练
- 詹姆斯·馬斯登, 演员
- Sharron Miller（英语：Sharron Miller）, 电影电视导演、制片人、剧本作家
- Ai Ogawa（英语：Ai (poet)）(1947 - 2010), 诗人、教育家
- 雷克斯·蒂勒森, 美国国务卿、埃克森美孚前董事长兼CEO
- 另类摇滚乐队全美反對陣線起源于斯蒂尔沃特。

## 奖项
- 2015年，财富杂志（英语：Money (magazine)）将斯蒂尔沃特评为全美25个最佳养老地点之一。
- 2014年，今日美国将斯蒂尔沃特的年度万圣节活动评为十佳万圣节化妆舞会之一。
- 2014年，斯蒂尔沃特被Movoto评为全美十大最快乐的小城市之一。
- 2014年，Movoto将斯蒂尔沃特评为俄克拉何马州十大刺激地点。
- 2014年，今日美国将斯蒂尔沃特列为2010年到2012年九个收入增长最快的城市之一。这段时间内，斯蒂尔沃特的收入增长了超过17%。
- 2013年，Lumosity的研究称斯蒂尔沃特是全美第25聪明的城市，其评分为102.59。
- 2010年，斯蒂尔沃特被福布斯评为全美发展速度第六快的小城市。从2006年到2009年，斯蒂尔沃特及周边社区人口从73818增长到79727，增长率为8%。
- 2010年，CNN、财富杂志（英语：Money (magazine)）将斯蒂尔沃特评为100大最宜居城市第67名。
- 斯蒂尔沃特是美国森林城市(Tree City USA)的成员。

## 友好城市
日本龟冈市（1985年）